# Napoleon ve své pracovně
Napoleon ve své pracovně (francouzsky: Napoléon dans son cabinet de travail) je obraz francouzského malíře Jacquese-Louise Davida z roku 1812. Portrét zobrazuje císaře Napoleona v uniformě v jeho pracovně v Tuilerijském paláci. Obraz vznikl na soukromou objednávku skotského šlechtice lorda Douglase a je součástí sbírek National Gallery of Art ve Washingtonu. Existuje též druhá verze tohoto obrazu s odlišnou barvou uniformy. Ta je od roku 1979 vystavená na zámku Versailles.

## Osudy obrazu
Lord Alexander Douglas, desátý vévoda z Hamiltonu si obraz objednal v roce 1811 a Jacques-Louis David jej dokončil v březnu 1812. V roce 1882 byl prodán vévodovi z Rosebery. V roce 1954 obraz koupila nadace amerického sběratele Samuela H. Kresse, jejíž sbírky jsou uloženy v National Gallery of Art ve Washingtonu.
Druhou verzi začal David malovat v dubnu 1812 pro zákazníka jménem Huibans. Obraz ale zůstal v Davidově ateliéru až do roku 1824, kdy byl prodán za 15 000 franků. V roce 1857 ho koupilo Ministerstvo císařského domu za 10 000 franků a byl umístěn v Tuilerijském paláci. Po pádu Druhého císařství byl zabaven a v roce 1880 vrácen císařovně Evženii. Poté byl ve sbírce Luise Napoleona. V roce 1979 jej získal stát a byl umístěn na zámek Versailles.

## Historický kontext
Portrét vznikl po sérii ceremoniální obrazů (Napoleonova korunovace, Rozdílení orlů) a je posledním Davidovým portrétem věnovaným Napoleonovi I. Objednavatel Alexander Dougles byl obdivovatelem císaře a přítelem jeho sestry Pavlíny. Vévoda, mecenáš a sběratel umění oceňoval rovněž Napoleonovu podporu restaurace Stuartovců na anglický trůn. Objednávku zprostředkoval francouzský umělec Férréol de Bonnemaison, který po Francouzské revoluci emigroval do Anglie, a znal se s Davidem. Stal se prostředníkem mezi vévodou a malířem při podmínkách realizace a finančních transakcí.

## Popis obrazu

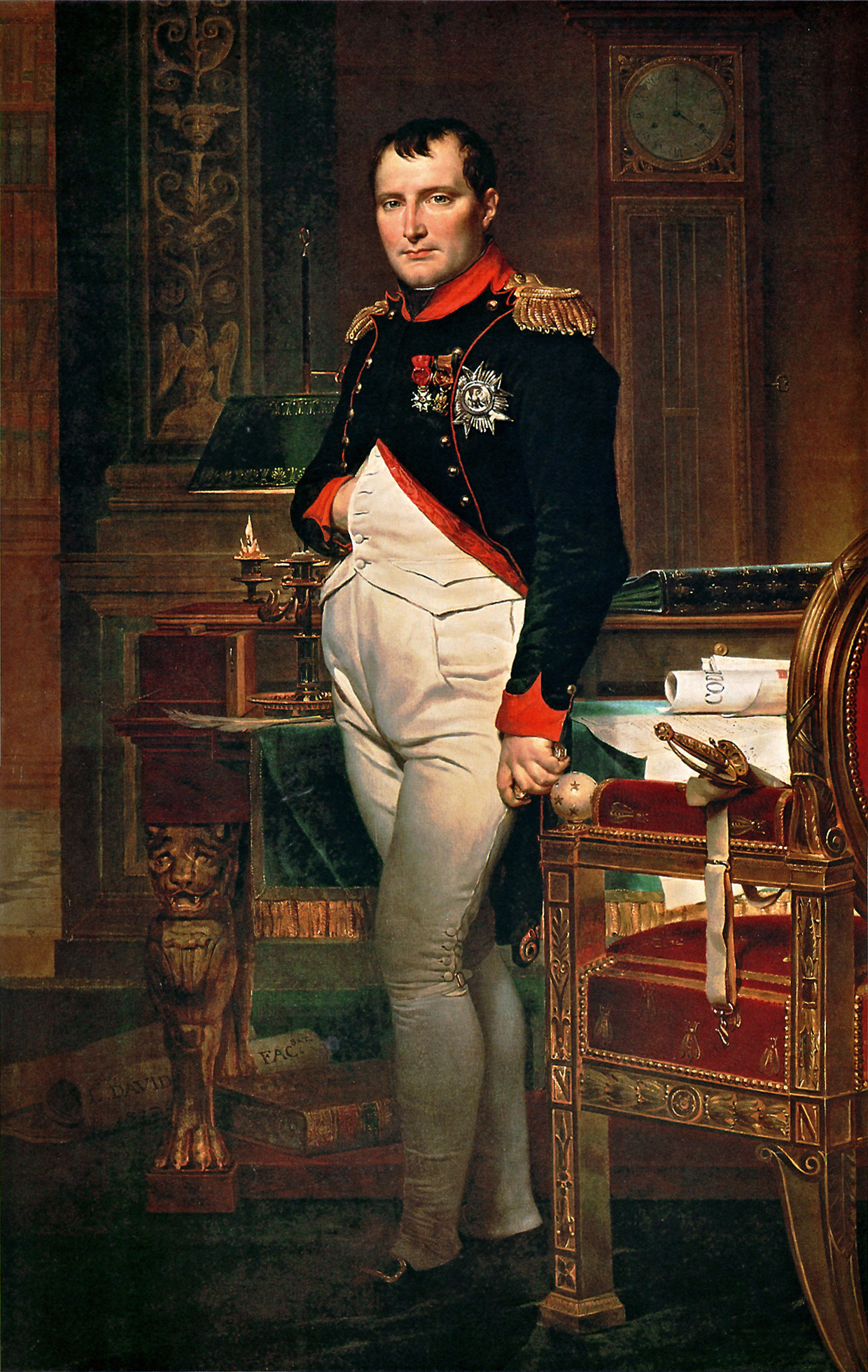
Druhá verze obrazu

Obraz velkých rozměrů představuje stojícího Napoleona v přirozené velikosti. Je oblečen do uniformy důstojníka pěších granátníků, tj. tmavě modré s bílými manžetami a červenými rukávy. Na bílé vestě má připnuté Řád čestné legie, Řád železné koruny a zlaté nárameníky. Na sobě má bílé kalhoty a černé boty se zlatými přezkami. Stojí vykročen levou nohou, s tváří obrácenou k divákovi, pravou ruku má zasunutou do vesty.
Interiér představuje pracovnu v Tuilerijském paláci. Na pravé straně obrazu je židle vyrobená ze zlaceného dřeva a potažená červeným sametem se zlatou výšivkou, přes její opěradlo je položen meč. Za Napoleonem stojí empírový stůl s nohami vyřezanými do podoby lví hlavy, na stole jsou vidět rozložené spisy. Podlahu pokrývá zelený, mírně zvlněný koberec, na kterém leží vlevo listina. V pozadí jsou vpravo velké hodiny, jichž číselník ukazuje čtyři hodiny a 13 minut. Obraz je podepsán v levém dolním rohu LVDci DAVID OPVS 1812.
Druhá verze je odlišná tmavou loveckou jezdeckou uniformou a ciferníkem, který ukazuje čtyři hodiny.